# Kam Air
Kam Air är ett privat flygbolag i Afghanistan med huvudkontor i Kabul. Det grundades den 31 augusti 2003 av Zamarai M. Kamgar och den 8 november samma år gick den första flygningen från Kabul till Herat och Mazar-e Sharif med en Boeing 727 som hade skänkts av general Abdul Rashid Dostum.
Kam Air har för närvarande (2021) en flotta på tre Airbus A340-300, sex Boeing 737-300 och en Boeing 737-500. Flygbolaget trafikerar huvudsakligen inrikesrutter i Afghanistan och har flygförbud i EU.

Den 20 januari 2018 dödades nio utländska besättningsmedlemmar vid ett terrorangrepp på Hotell Inter-Continental i Kabul och flygbolaget tvingades minska trafiken.
Den 22 februari 2021 flög flygbolagets Boeing 737-500 för första gången från Kabul till Herat med en rent kvinnlig besättning.